# Hermann Koelblin
Hermann Koelblin (* 6. Dezember 1873 in Waldkirch; † 1. Juni 1943 in Baden-Baden) war ein deutscher Jurist, Verleger und Politiker.

## Leben
Als Sohn eines Verlegers und Buchdruckereibesitzers geboren, studierte Koelblin nach dem Besuch der Gymnasien in Baden-Baden und Lahr Rechtswissenschaften in München, Berlin und Freiburg im Breisgau. Während seines Studiums wurde er 1891 Mitglied der Burschenschaft Rhenania München. Nach seinem Examen 1899 trat er ins Unternehmen seiner Eltern ein und arbeitete als Redakteur und Journalist. Er gab unter anderem das Badener Tageblatt und das Badeblatt heraus, ab 1903 als Mitbesitzer und Hofdruckereibesitzer. 1903 wurde er Stadtverordneter und 1911 Stadtrat von Baden-Baden. Von 1909 bis 1918 war er für die Nationalliberale Partei Abgeordneter der Badischen Ständeversammlung. Von 1919 bis 1921 war er Abgeordneter der Deutschen Demokratischen Partei im Badischen Landtag, von 1920 bis 1921 war er als Fraktionsvorsitzender tätig. 1911 war er im Vorstand des Vereins südwestdeutscher Zeitungsverleger, 1923 Vorsitzender der südwestdeutschen Verlegerschaft. In dieser wurde er 1933 Ehrenmitglied. Von 1928 bis 1933 war er Großmeister der Großen Provinzialloge/Großloge Zur Sonne.